# Aoba grassei
Aoba grassei är en fjärilsart som beskrevs av Sergius G. Kiriakoff. Aoba grassei ingår i släktet Aoba och familjen tandspinnare. Inga underarter finns listade i Catalogue of Life.